# Mesoginella koma
Mesoginella koma är en snäckart som beskrevs av B.A. Marshall 2004. Mesoginella koma ingår i släktet Mesoginella och familjen Marginellidae. Inga underarter finns listade i Catalogue of Life.